# Rossmoor (Kalifornien)
Rossmoor ist ein census-designated place (CDP) im Orange County im US-Bundesstaat Kalifornien, Vereinigte Staaten, mit 10.625 Einwohnern (Stand: 2020). Die geographischen Koordinaten sind: 33,79° Nord, 118,08° West. Das Stadtgebiet hat eine Größe von 4,0 km².